# Eddie Snyder
Edward Abraham Snyder (Nueva York, 22 de febrero de 1919 – Lakeland (Florida), 10 de marzo de 2011) fue un compositor estadounidense. A Snyder se le acredita el hit de Frank Sinatra, "Strangers in the Night".

## Biografía
Snyder estudió piano en la Juilliard School antes de trabajar como compositor en el Brill Building. Empezó a trabajar con el compositor Bert Kaempfert y Charles Singleton.
En 1959 escribió la canción la canción Talk To Me para Frank Sinatra. Su primer éxito lo obtuvo en 1965 con Spanish Eyes, originariamente pensada para Al Martino y grabada para otros muchos artistas como Elvis Presley, Willie Nelson y Engelbert Humperdinck.
Al siguiente año,  escribe con Singleton la letra de Strangers in the Night, sobre música de Kaempfert que, grabada por Frank Sinatra, se convirtió en un éxito mundial- Y en 1967 ganó el Globo de Oro a la Mejor Canción Original. 
En 1969 escribió la letra de "A Time For Us", la versión en inglés de "Ai giochi addio", una canción con música de Nino Rota incluida en la banda sonora original de la película  Romeo y Julieta de Franco Zeffirelli. 
Entre otros éxitos se incluyen "100 Pounds Of Clay", "Ten Lonely Guys" (escrita con Neil Diamond), "Remember When", "Talk To Me" y "Bitter With The Sweet".